# Amata tetrazonata
Amata tetrazonata là một loài bướm đêm thuộc phân họ Arctiinae, họ Erebidae.